# Arnsgereuth
Arnsgereuth este o comună din landul Turingia, Germania.